# Koupaliště Mimoň
Koupaliště Mimoň se nalézá asi 0,6 km severovýchodně od centra města Mimoň v okrese Česká Lípa v Libereckém kraji. Jedná se o koupaliště bazénového typu s písčitým dnem. Areál koupaliště je veřejnosti bezplatně zpřístupněn v letní sezoně po celý den, k disposici jsou sprchy s ohřívanou vodou, WC, převlékárny, dětské hřiště a občerstvení.
V areálu koupaliště je písečná pláž, ze dvou stran je obklopeno uměle vytvořenou pláží, ze zbylých stran je tráva. Koupaliště má písčité dno a hloubku v rozmezí 0,30 – 2,00 m. 

## Galerie

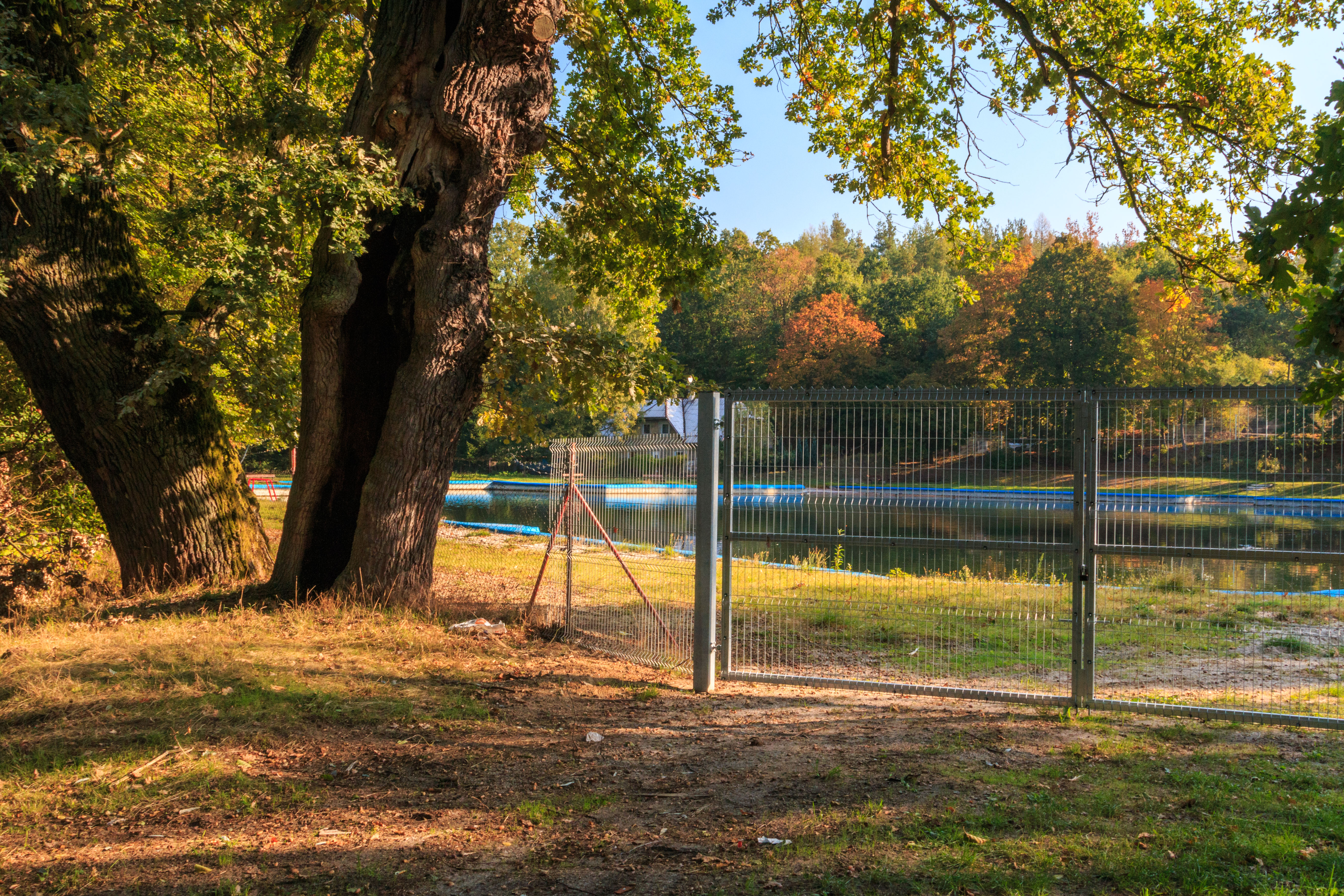
Koupaliště Mimoň
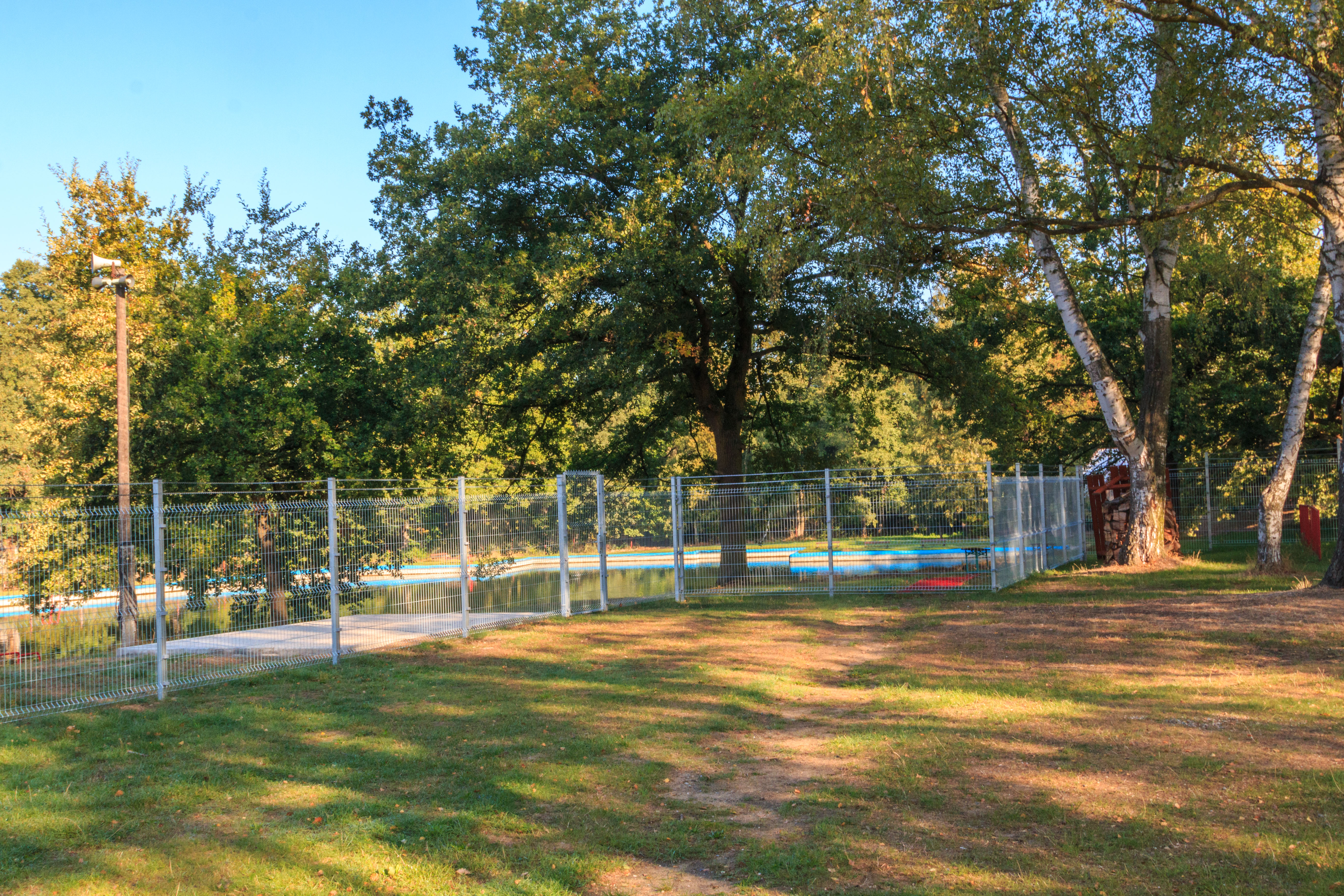
Koupaliště Mimoň
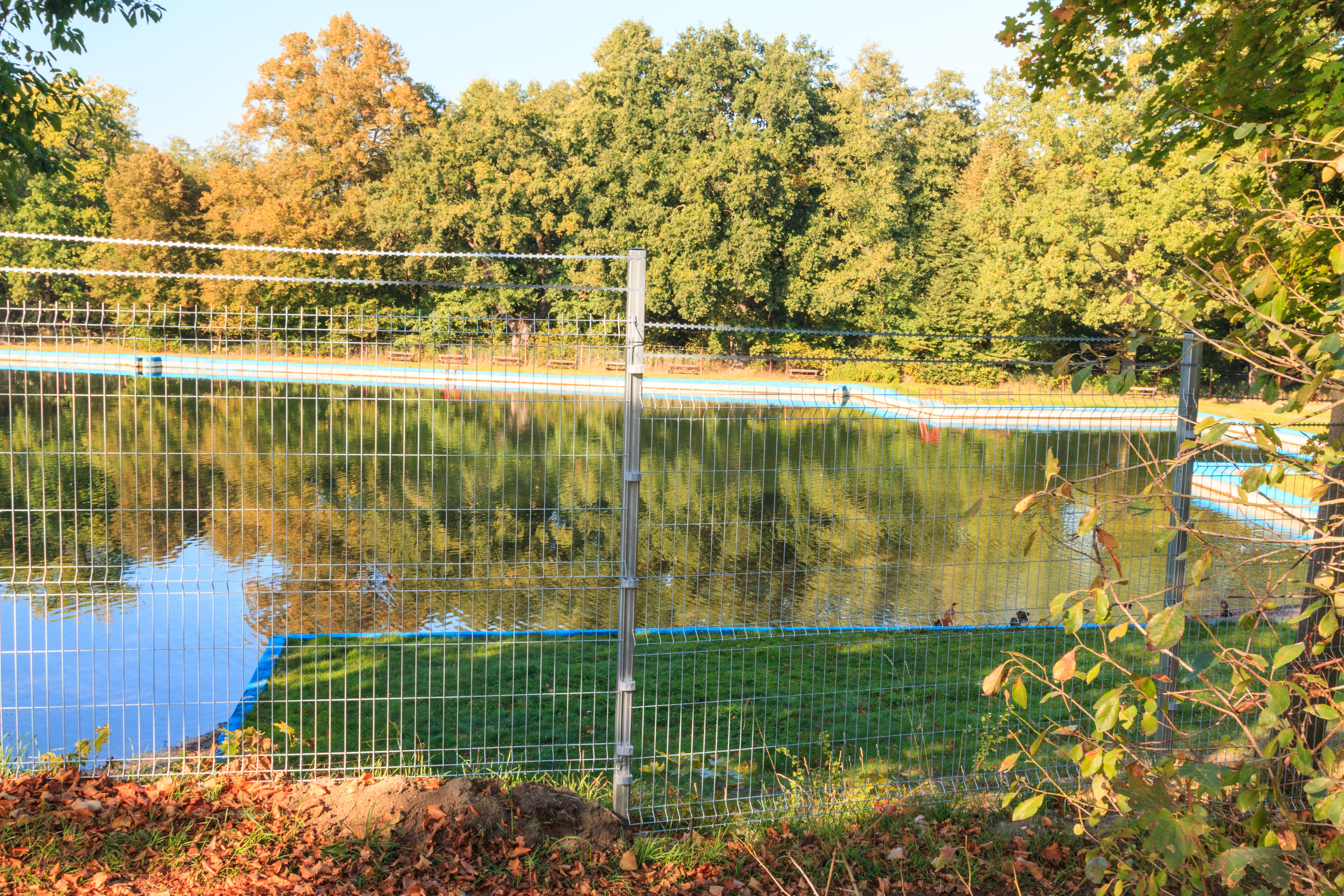
Koupaliště Mimoň
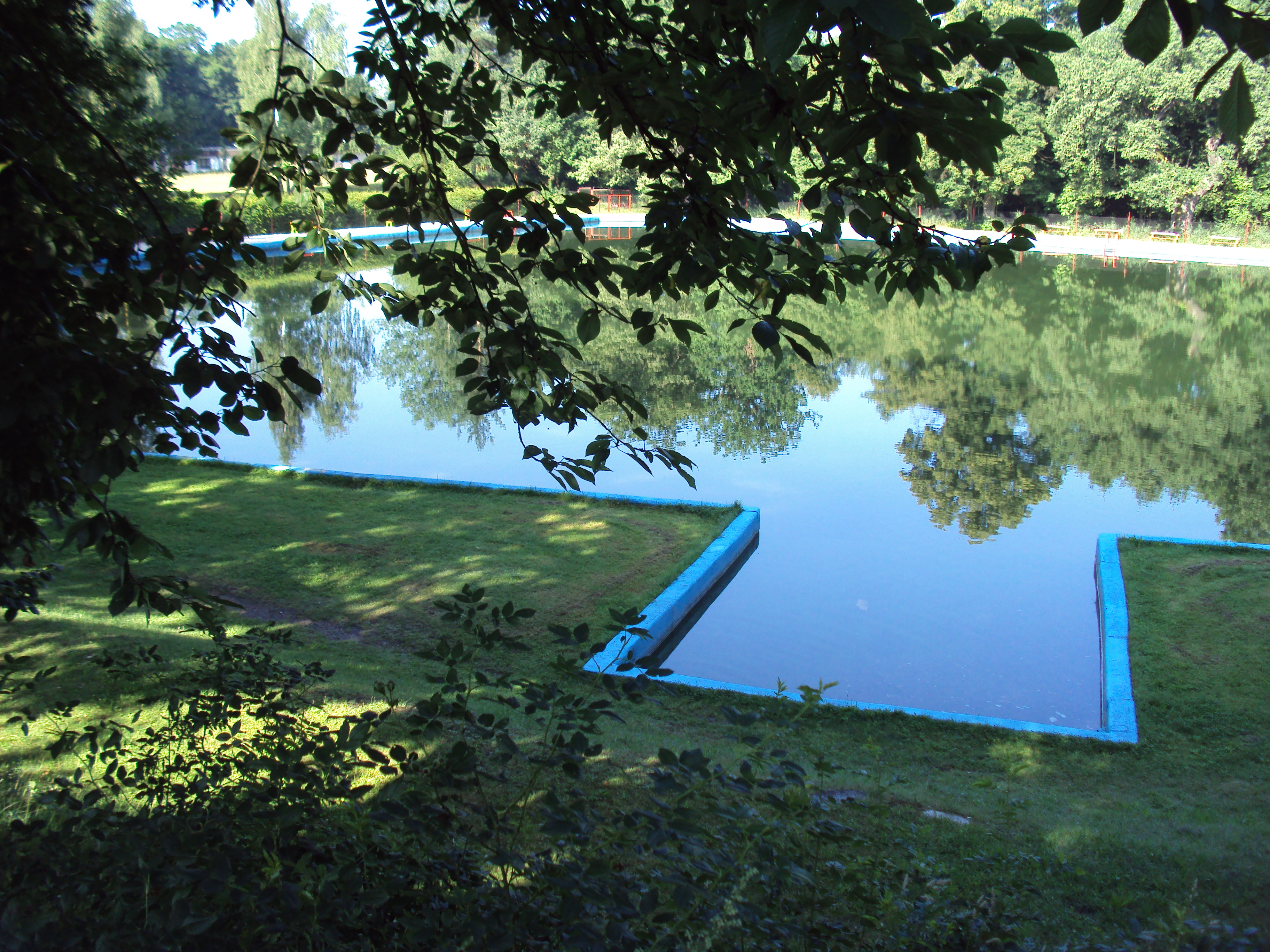
Koupaliště Mimoň